# Coelogyne candoonensis
Coelogyne candoonensis är en orkidéart som beskrevs av Oakes Ames.
Coelogyne candoonensis ingår i släktet Coelogyne och familjen orkidéer. Inga underarter finns listade i Catalogue of Life.